# 플래시 (배리 앨런)
플래시(The Flash)의 배리 앨런은 DC 코믹스가 발행하는 만화책의 등장인물이다. 여러 플래시중에서 원래 이름 배리 앨런(Barry Allen)의 플래시가 잘 알려져 있다. 경찰의 화학팀에서 일하던 배리 앨런은 실험실에서 벼락으로 수많은 약품을 맞은 것을 계기로 초고속으로 달리는 능력을 얻었다. 저스티스 리그의 창립 멤버 중 한 명이다.

## 다른 매체에서

### 영화

#### DC 확장 유니버스
에즈라 밀러가 DC 확장 유니버스에서 배리 앨런/플래시를 연기하였다.